# AB Flygindustri Fi-3
AB Flygindustri Fi-3 är ett lastglidflygplan tillverkat av AB Flygindustri (AFI).

## Bakgrund
Under andra världskriget använde de stridande nationerna lastglidare för att transportera trupp och materiel då transportflyget led av kapacitetsbrist. Även Flygvapnet såg en lösning i sitt behov av transporter genom att anskaffa lastglidare, som kunde bogseras efter redan befintliga flygplan. 
Uppdraget att projektera och tillverka en svensk lastglidare lämnades till AB Flygindustri i Halmstad, som tidigare byggt segelflygplan efter utländsk konstruktion. Det första egna projektet blev segelflygplanet Fi-1, som konstruerades parallellt med Fi-3. Lastglidaren konstruerades utifrån ett segelflygplan, och detta ledde till att Fi-3 kom att få betydligt bättre flygegenskaper än andra lastglidare, som användes av de allierade till exempel Airspeed Horsa vars friflyktsfart endast var 160 km/h.

## Konstruktion
Planet var utrustat med dubbelkommando, side-by-side, eftersom piloterna satt bredvid varandra. Flygkroppens främre del var av en svetsad stålrörskonstruktion klädd med faner medan bakkroppen var en skalkonstruktion av fanér på träspant. Vingen var försedd med en genomgående huvudbalk och fäst mot kroppen med svetsade bultförband. Landstället bestod av två huvudhjul, och en fjädrande inbyggd nosskida samt en sporrstötdämpare i bakkroppen. 
Bästa glidtal: 1:15

## Provflygning
Prototypen provflögs i mars 1944 och överfördes till Försökscentralen (FC) på Malmslätt för fortsatta prov. Som bogserflygplan vid transportflygningen från Halmstad användes en bogserutrustad ASJA/SAAB B 5 från F 6 Karlsborg.
Proven omfattade bogserprov med olika hastigheter, lastningsprov samt start- och landningsprov. Det konstaterades att Fi-3 var stabilt och mycket lättfluget och hade utmärkta flygegenskaper. Det kunde till och med med lätthet utföra avancerade manövrer, som till exempel looping och roll. 
Den 28 april 1944 havererade provflygplanet under en bogsering på 1 500 meters höjd söder om Motala. Besättningen, två flygingenjörer från FC,  genomförde fallskärmsuthopp, men förarens fallskärm utvecklades inte, varför han föll mot marken och omkom. 
Senare undersökningar visade på två haveriorsaker:
1. en felaktig svetsfog i bultbeslaget i vingens infästning och
2. ett konstruktionsfel avseende bultarnas bärighet i bultbeslaget.

De fortsatta försöken med Fi-3 avbröts under utredningen och samtidigt omvärderade Flygvapnet sitt behov av transportflyg. Andra världskriget närmade sig sitt slut och på marknaden fanns ett stort överskott av transportflygplan. 
Flygvapnet hade två stycken plan av den aktuella typen, vilka hade beteckningen Lg 105.
Totalt beställde Flygvapnet sex glidflyplan, varav bara ett utöver prototypflygplanet levererades till F 14 Halmstad i januari 1945. I Flygvapnets tjänst hade de beteckningen Lg 105.
De övriga fem, som fanns med i krigsplaceringsplanen, bogserades över till Bulltofta flygplats efter att Kockums Flygindustri i Malmö övertagit dem. Tanken var, att förse civila flygbolag med transportkapacitet, men några intressenter fanns inte, eftersom utvecklingen hade gått förbi flygplanstypen.